# Incredulità di san Tommaso (Morando)
Incredulità di san Tommaso è un dipinto del pittore veronese Paolo Morando (noto anche come il Cavazzola), realizzato con la tecnica della pittura a olio su tela, conservato nel Museo di Castelvecchio a Verona.
Inizialmente, la tela venne dipinta per il convento di Santa Chiara a Verona e da lì entrato a far parte delle collezioni civiche veronesi al momento della demaniazione durante il periodo napoleonico della storia di Verona. La sua datazione non è certa ma tutti gli storici dell'arte concordano nell'attribuirla al 1520 circa, due anni prima della prematura morte dell'autore. Nell'opera si può notare come Paolo Morando sia già a conoscenza dei modi più aggiornati del tempo e in particolar modo a quelli introdotti da Raffaello. Come nel suo stile, Morando, interpreta l'episodio evangelico con «trasparente chiarezza iconologica».